# Прва битка код Сент Олбанса
Прва битка код Сент Олбанса, вођена 22. маја 1455. код Сент Олбанса, 35 km северно од Лондона, се традиционално узима за почетак Ратова ружа. Ричард, војвода од Јорка и његови савезници Ричард, гроф од Солсберија и Ричард, гроф од Ворика, су поразили краљевску војску којом је заповедао Едмунд, војвода од Самерсета, који је том приликом убијен. Побуњени лордови су у овој бици и заробили краља Хенрија VI, па је парламент именовао Ричард од Јорка за лорда протектора.